# Gabry2o Vol. II
Gabry2o Vol. II è la seconda raccolta mixata del dj Gabry Ponte uscita il 15 maggio 2009 distribuita dalla Universal Music Group

## Tracce
1. C'è Gabry2o su m2o – 0:58 – G2O Gang
2. Don't move your lips – 2:41 – Panicwood
3. Free (Gabry Ponte & Paki remix) – 3:16 – Bacon Popper
4. Tralallala (Ivan B remix) – 2:59 – Phaxo
5. Ocean whispers (Hi-Fi's Nasty Bass remix) – 2:37 – Gabry Ponte & Paki
6. No logic (extended version) – 4:16 – Ivan B
7. Falling (extended version) – 3:30 – Paki & Jaro ft. Steem
8. Brighter day (R.I.O. remix) – 3:46 – Yanou
9. Venus (extended version) – 4:05 – Paki & Jaro
10. Blue (Da Ba Dee) (Gabry Ponte 2K9 remix) – 5:12 – Eiffel 65
11. DJ Life (extended version) – 3:30 – Coffeeshop DJ's
12. Body & soul (Gabry Ponte & Sergio D'Angelo remix) – 6:30 – J. Nitti ft. Sarah C
13. Ain't that enough (Gabry Ponte & Phaxo remix) – 4:49 – MYPD
14. Snake (extended version) – 4:33 – GPK
15. Dreams (2K9 remix) – 4:14 – Gabry Ponte vs. Format C
16. Puertorico (extended version) – 3:22 – GPKJ
17. Vivi nell'aria (Gabry Ponte up & down remix) – 5:51 – Dj Matrix vs. Gabry Ponte ft. Miani
18. Don't say it's over (Traktor remix) – 3:51 – Gabry Ponte
19. L'omino – 3:14 – Illuminati

Durata totale: 73:14

## CD + DVD
Oltre al CD è compreso anche un DVD con sette video inediti
1. Gabry Ponte - W La Guerra (4.55)
2. Gabry Ponte & Paki - Ocean Whispers (Jaro The 1st Mix) (3.11)
3. Panicwood - Panicwood (2.57)
4. Gabry Ponte Vs Format C - Dreams (3.34)
5. Dance And Love MEETS Crystal - Live @ Chalet - TORINO (12.00)
6. Phenomena - Live Concert (Triler) (1.28)
7. DJ's From Mars - Dirty Mary (My Name Is) (3.35)